# Baetis berberus
Baetis berberus is een haft uit de familie Baetidae. De wetenschappelijke naam van de soort is voor het eerst geldig gepubliceerd in 1986 door Thomas.
De soort komt voor in het Palearctisch gebied.